# Innertkirchen
Innertkirchen ist eine politische Gemeinde im Verwaltungskreis Interlaken-Oberhasli des Kantons Bern in der Schweiz.

## Name
Die Gemeinde Innertkirchen entstand 1834 aus den Bäuerten Grund (oder Hasli im Grund), Bottigen, Wyler-Schattseite, Wyler-Sonnseite und der Gütergemeinde Äppige. Zudem ist die ehemalige Gemeinde Gadmen seit 2014 Teil der Gemeinde Innertkirchen.
Der Name Innertkirchen ist ein Flurname, der allgemein das Tal oberhalb des Kirchet bezeichnet. Der Kirchet (auch Chirchen) ist ein etwa 160 Meter hoher Felsriegel, der Hasli im Grund zu Meiringen hin abtrennt. Belegt ist diese Bezeichnung erstmals 1393 (Jndrunt dem kÿrchen ze Winkel vnd ze Brugge in der perrochie ze hasle).
Die Deutung des Namens Kirchet ist unklar; es wurden verschiedene lateinische (romanische) und keltische Herleitungen vorgeschlagen, eine Möglichkeit wäre mittellateinisch carcannum «Kette» (seinerseits unklarer Herkunft).

## Geographie

Luftbild von Werner Friedli (1956)

Das Dorf liegt im Haslital im Berner Oberland, sechs Kilometer südöstlich von Meiringen entfernt, von diesem durch die Aareschlucht getrennt, und ist ein wichtiger Verkehrsknotenpunkt. Durch die Gemeinde fliesst die Aare, die in der südlichen Nachbargemeinde Guttannen ihren Anfang nimmt. Innertkirchen ist Ausgangspunkt zum Triftgletscher (Gadmen) bei Gadmen und Rosenlauigletscher via Meiringen oder via Bergpfad zur Dossenhütte. Zu Innertkirchen gehört auch das Gental, an dessen Ende die Engstlenalp mit dem Engstlensee liegt.
Von Innertkirchen führt zudem die Strasse nach Understock und ins Urbachtal, von wo aus man weiter zum Gauligletscher, der Dossenhütte und der Engelhornhütte kommt.
Innertkirchen hat zwei Dreikantonsecken zu Nidwalden und Obwalden () (), eine zu Obwalden und Uri () und eine zu Uri und Wallis ().

## Wirtschaft
In Innertkirchen befindet sich die unterste Stufe des Wasserkraftwerks Grimsel der Kraftwerke Oberhasli AG (kurz KWO).

### Verkehr
Von Innertkirchen aus gelangt man über den Grimselpass nach Gletsch im Kanton Wallis und über den Sustenpass nach Wassen im Kanton Uri. Es besteht eine Zugverbindung nach Meiringen durch die Meiringen-Innertkirchen-Bahn, die seit 2021 von der Zentralbahn betrieben wird. Im Sommer besteht eine Postautolinie (Grimselpass-Linie) von Meiringen über Innertkirchen und über den Grimselpass nach Oberwald im Kanton Wallis sowie die Sustenpass-Linie von Meiringen über Innertkirchen und über den Sustenpass nach Wassen im Kanton Uri und weiter nach Andermatt.

### Tourismus
In Innertkirchen gibt es fünf Hotels mit 196 Betten, ein Bed and Breakfast mit 20 Betten, 26 Ferienwohnungen mit 147 Betten sowie vier Gruppenunterkünfte mit 194 Betten. Zudem existieren vier Zeltplätze, welche im Sommer von Familien, Wanderern und Velotouristen benutzt werden. Innertkirchen hat drei Gasthäuser als Saisonbetriebe (Stand 2009).
Nah gelegene Sehenswürdigkeiten sind die Aareschlucht, das Urbachtal, die Reichenbachfälle, das Freilichtmuseum Ballenberg und der Hasliberg.

## Bevölkerung
Seit der Eingemeindung am 1. Januar 2014 inklusive der Einwohner von Gadmen mit 227 Einwohnern am Jahresende 2013.
| Bevölkerungsentwicklung | Bevölkerungsentwicklung | Bevölkerungsentwicklung | Bevölkerungsentwicklung | Bevölkerungsentwicklung | Bevölkerungsentwicklung | Bevölkerungsentwicklung | Bevölkerungsentwicklung | Bevölkerungsentwicklung | Bevölkerungsentwicklung | Bevölkerungsentwicklung | Bevölkerungsentwicklung | Bevölkerungsentwicklung | Bevölkerungsentwicklung | Bevölkerungsentwicklung |
| ----------------------- | ----------------------- | ----------------------- | ----------------------- | ----------------------- | ----------------------- | ----------------------- | ----------------------- | ----------------------- | ----------------------- | ----------------------- | ----------------------- | ----------------------- | ----------------------- | ----------------------- |
| Jahr                    | 1764                    | 1850                    | 1880                    | 1900                    | 1930                    | 1950                    | 1960                    | 1970                    | 1980                    | 1990                    | 2000                    | 2010                    | 2020                    | 2023                    |
| Einwohner               | 656                     | 1'375                   | 1'438                   | 1'105                   | 1'074                   | 1'194                   | 1'230                   | 1'064                   | 966                     | 998                     | 936                     | 857                     | 1072                    | 1075                    |

## Persönlichkeiten
- Fritz Erb (* 1894 in Innertkirchen; † 1970 in Zürich), Journalist, Autor, Regimentskommandant und Sportfunktionär
- Roland Schwab (* 1963 in Innertkirchen), Musiker, Liedermacher und Musikpädagoge

## Impressionen

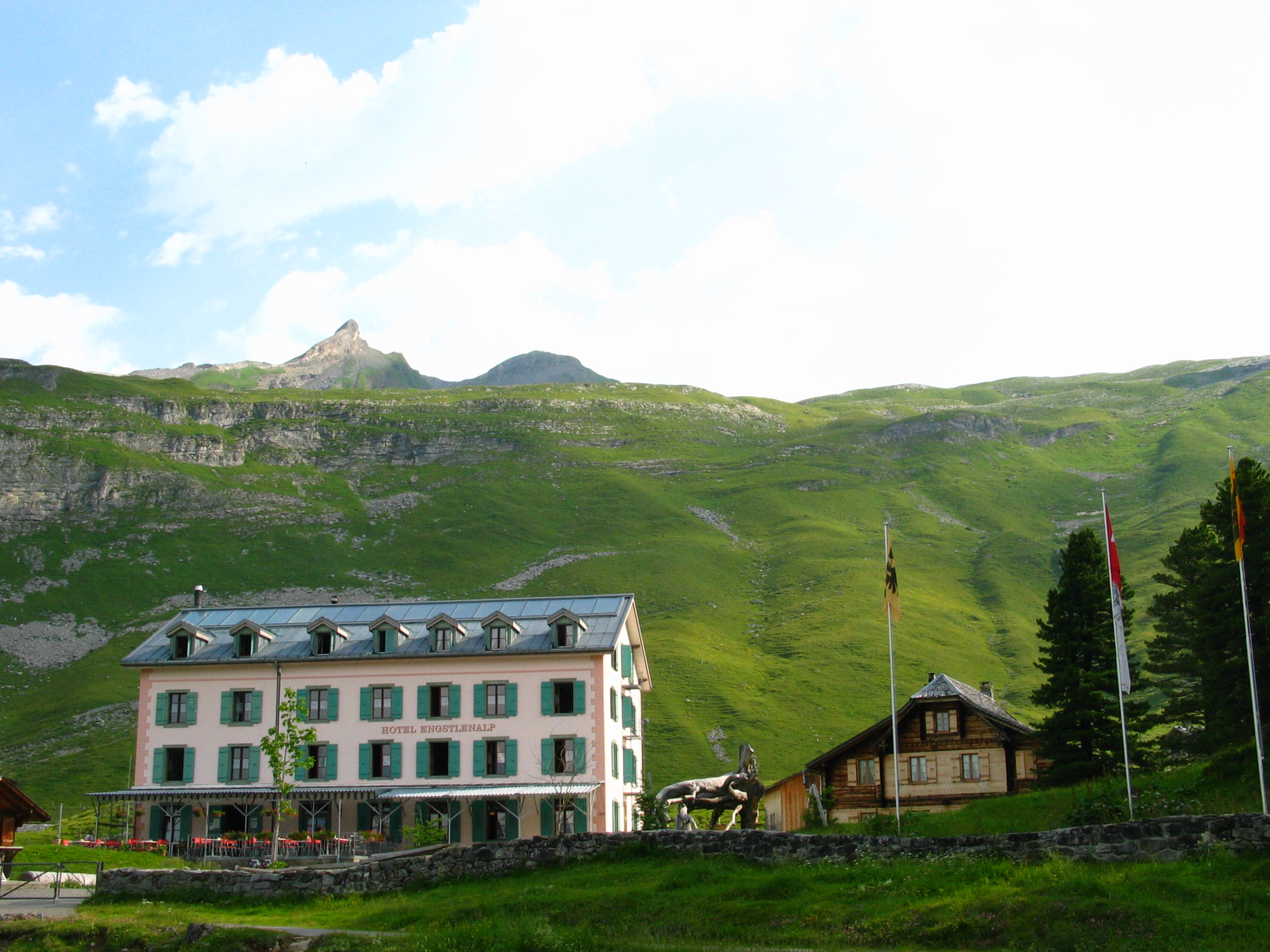
Engstlenalp mit Hotel
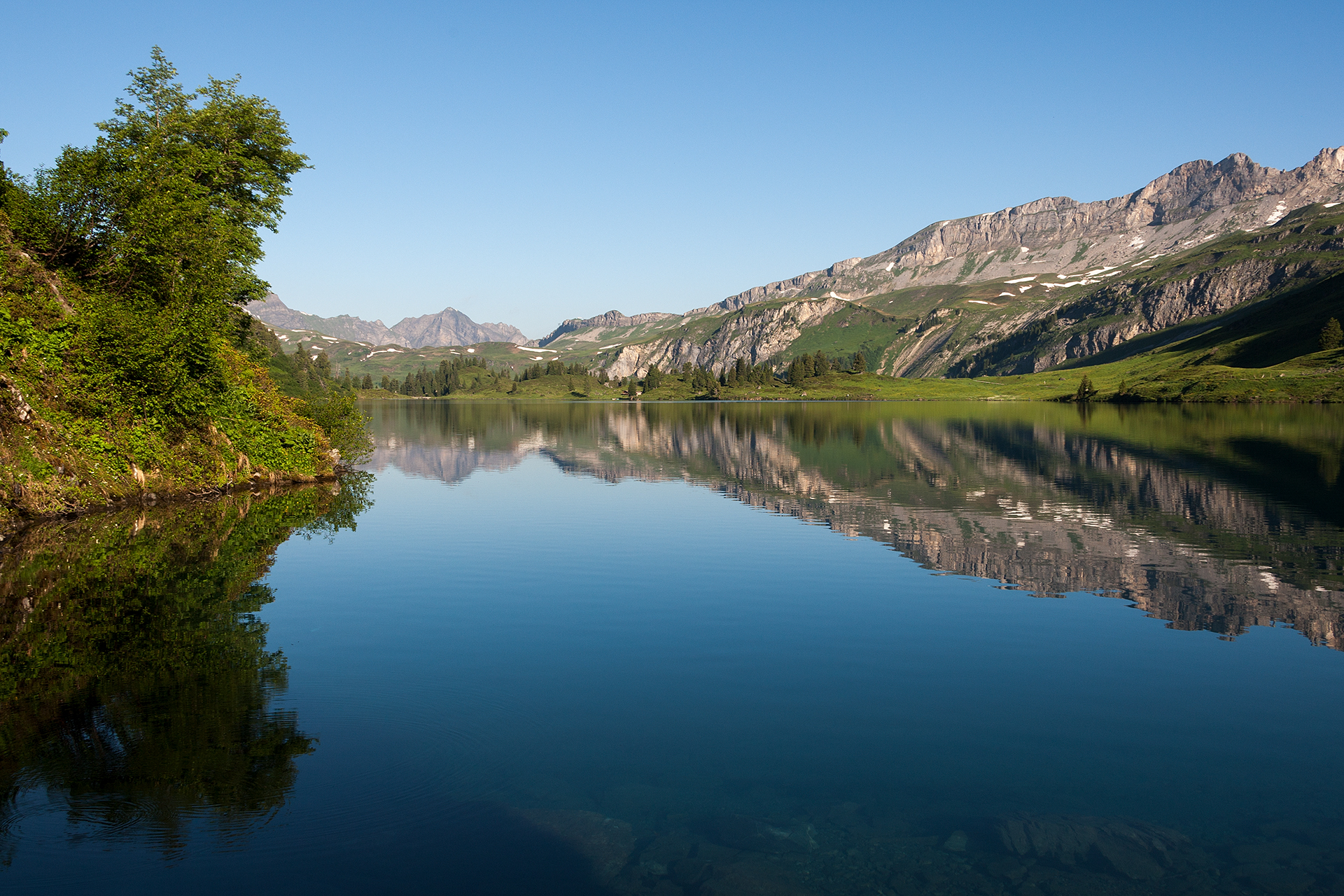
Engstlensee
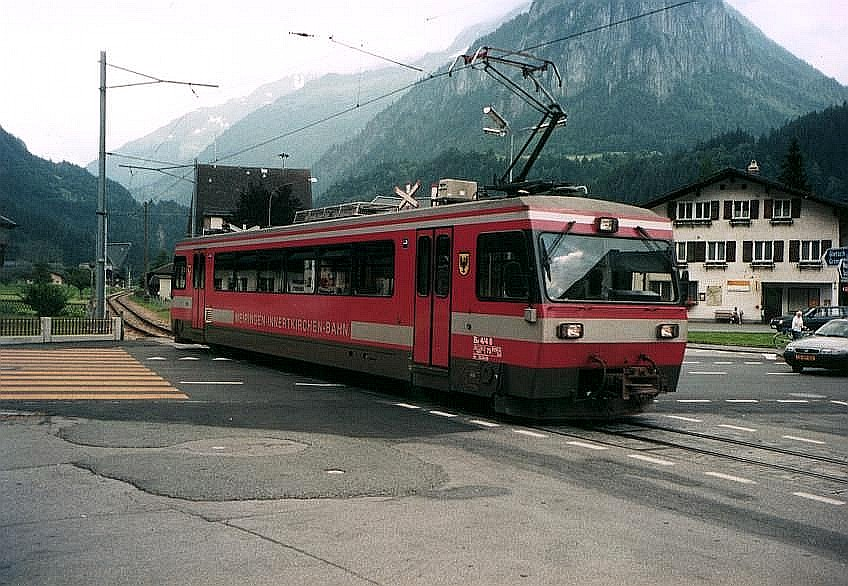
Triebwagen der Meiringen-Innertkirchen-Bahn auf der Hauptkreuzung von Innertkirchen

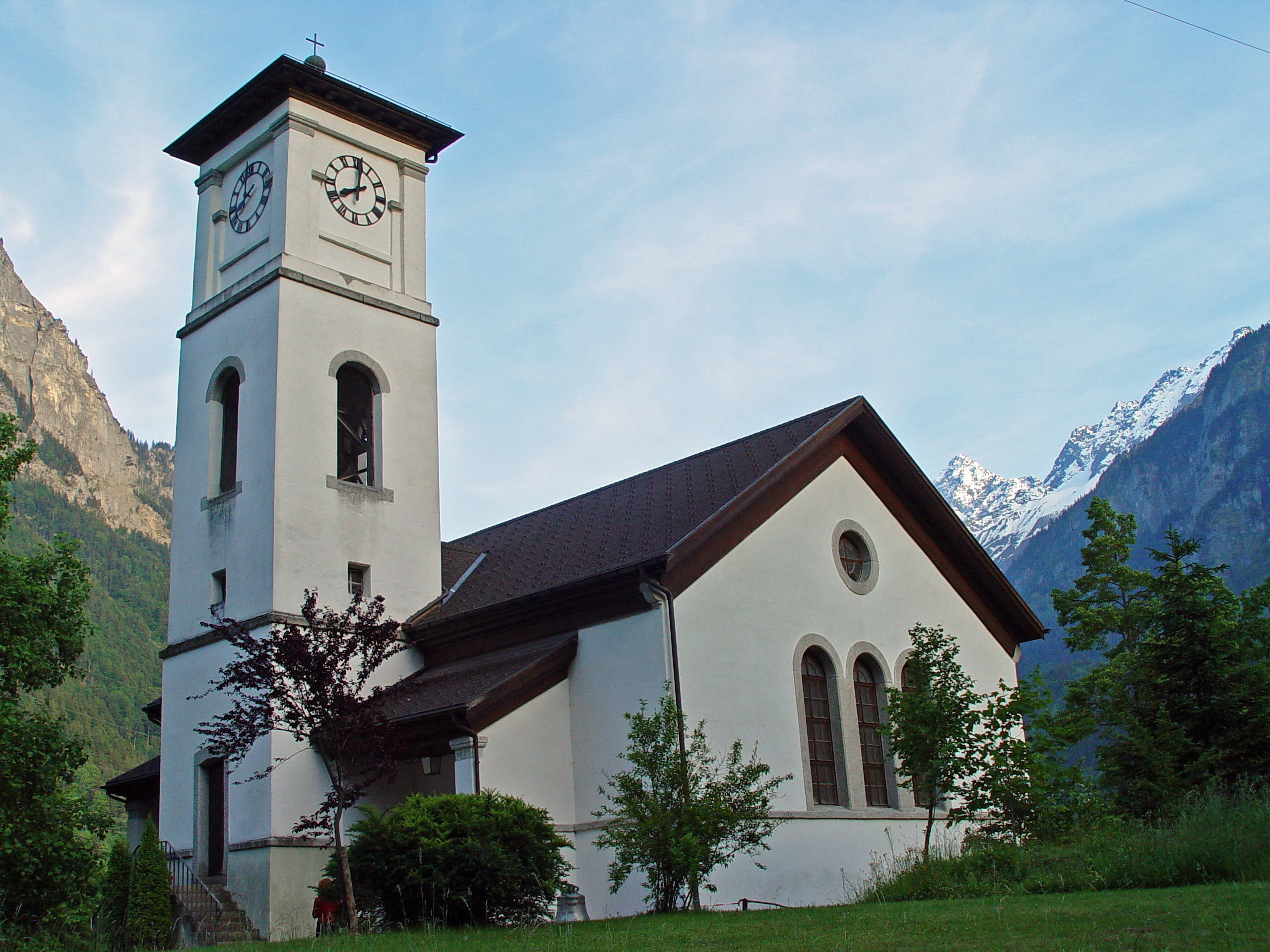
Reformierte Kirche Innertkirchen
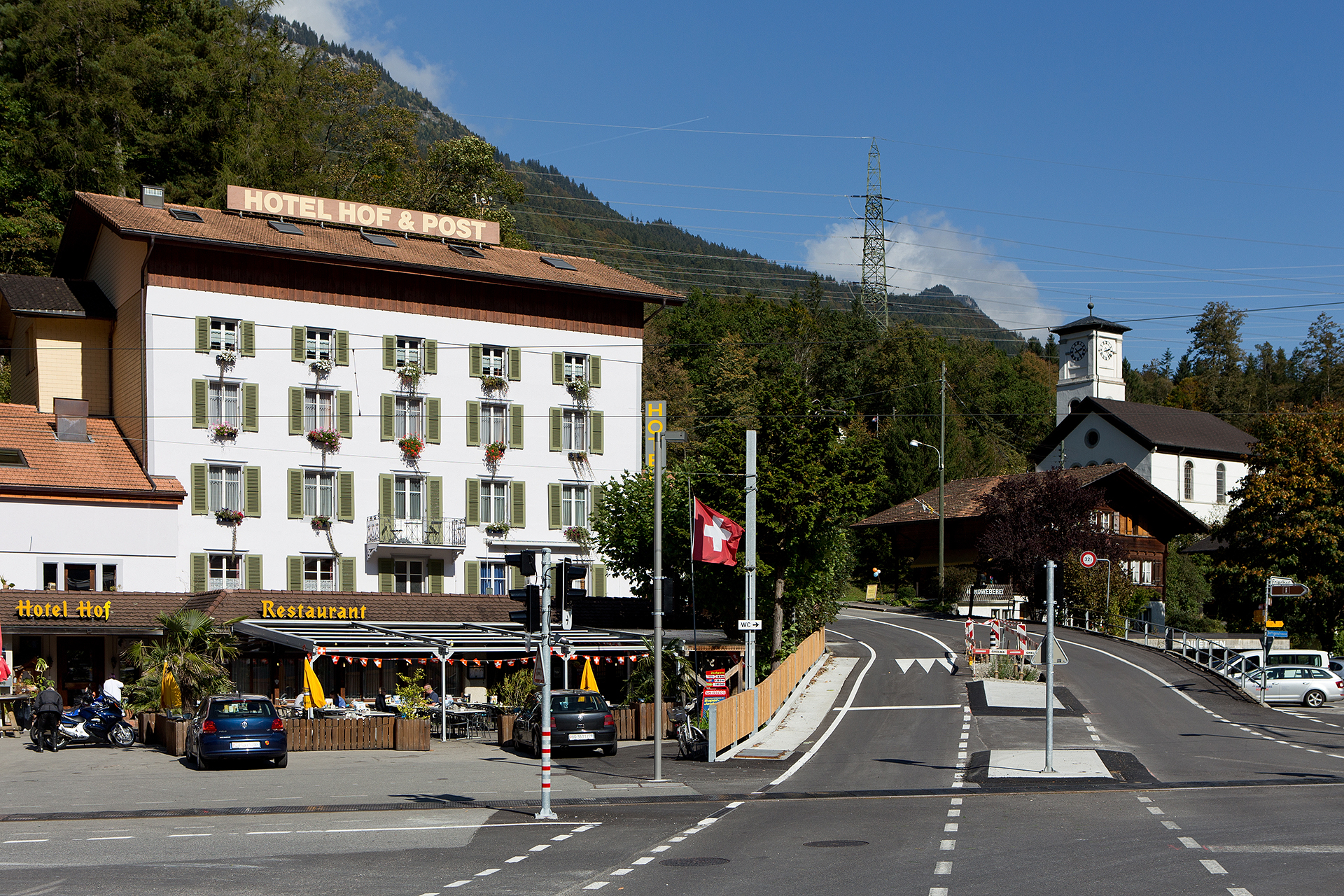
Dorfzentrum
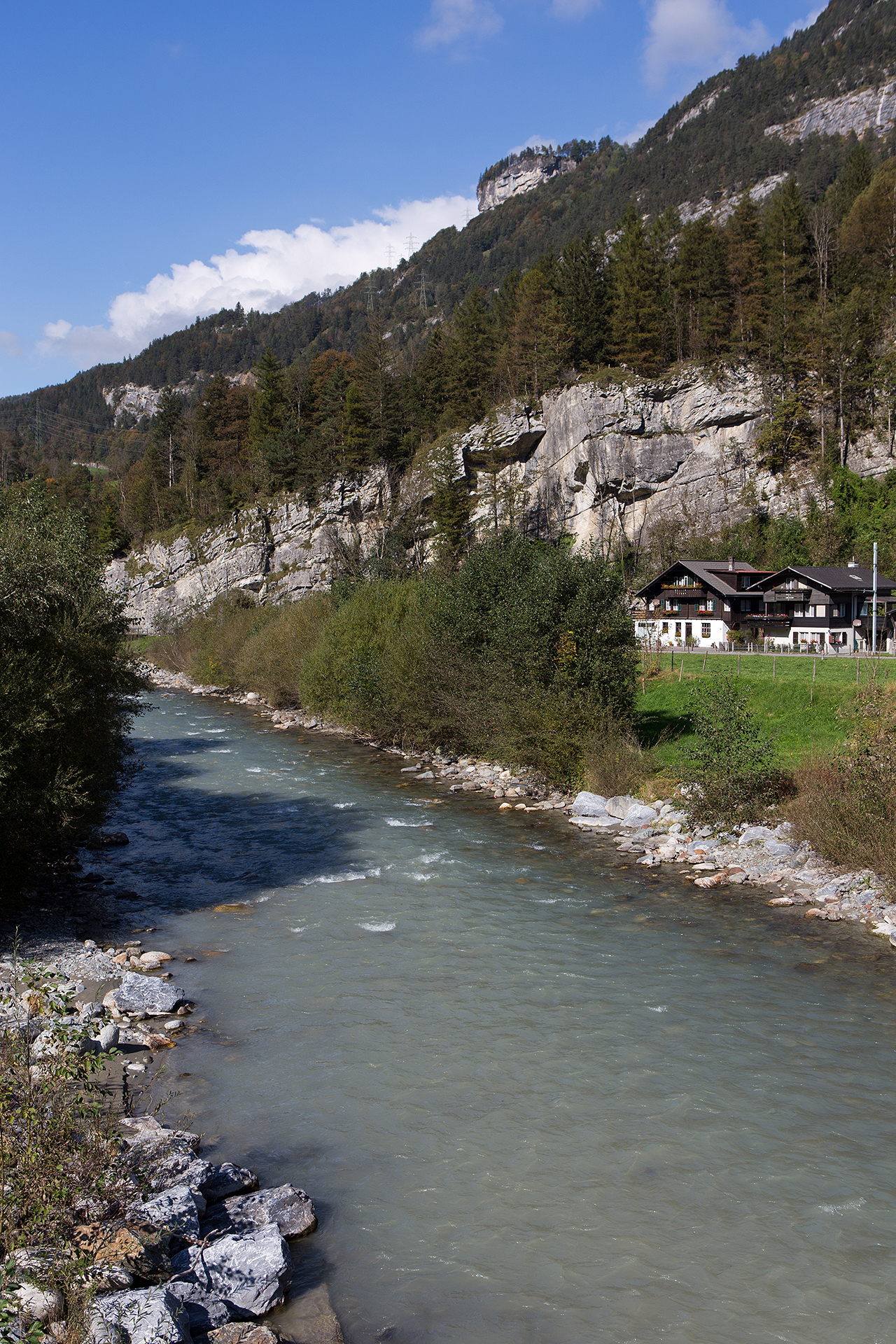
Aare
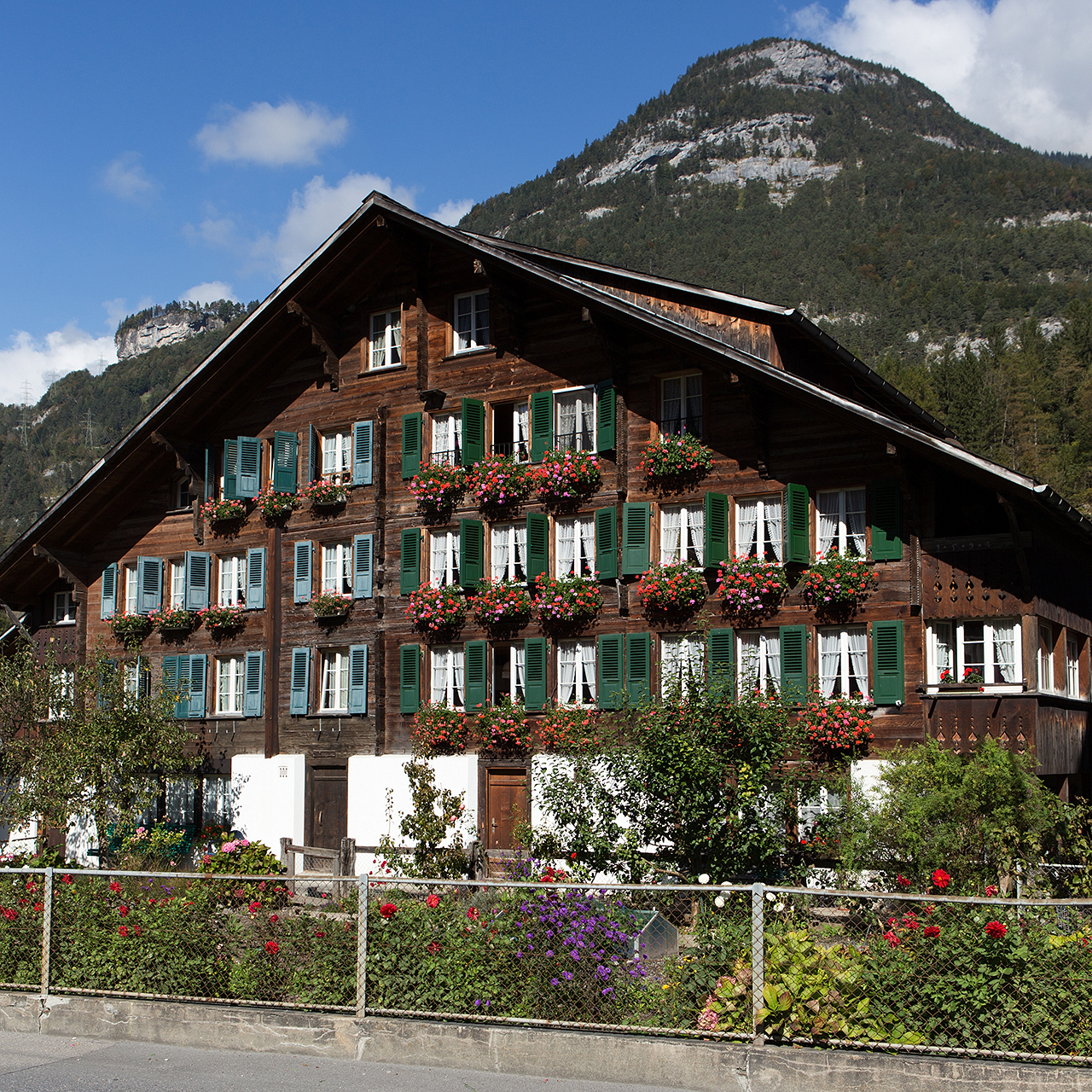
Haslitaler Wohnhaus
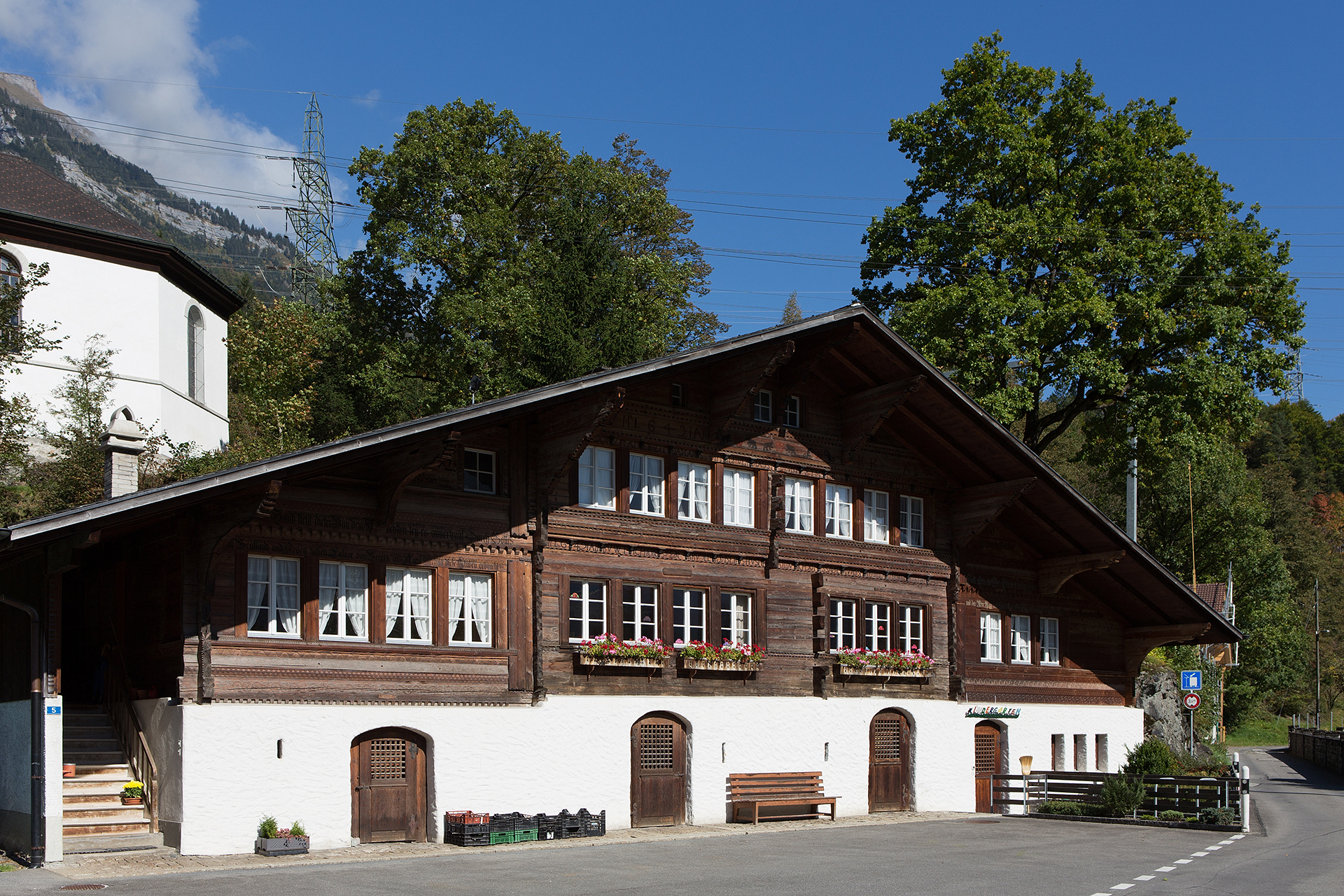
Ortstypisches Wohnhaus und Kindergarten